# Sampolo
Sampolo település Franciaországban, Corse-du-Sud megyében. Lakosainak száma 87 fő (2022. január 1.). Sampolo Ciamannacce, Tasso és Zicavo községekkel határos.

## Népesség
A település népessége az elmúlt években az alábbi módon változott:
| Lakosok száma | 154  | 82   | 49   | 56   | 59   | 66   | 80   | 80   | 81   | 87   |
|               | 1968 | 1982 | 1990 | 2006 | 2013 | 2015 | 2017 | 2019 | 2020 | 2022 |